# Macromia alleghaniensis
Macromia alleghaniensis är en trollsländeart som beskrevs av Williamson 1909. Macromia alleghaniensis ingår i släktet Macromia och familjen skimmertrollsländor. Inga underarter finns listade i Catalogue of Life.